# تیر (ماه)
تیر (در فارسی افغانستان: سَرَطان) چهارمین ماه سال در گاه‌شماری هجری خورشیدی است. در این تقویم تیر از نود و چهارمین روز سال آغاز شده و تا صد و بیست و چهارمین روز سال در طی ۳۱ روز ادامه دارد و نخستین ماه فصل تابستان به حساب می‌آید.
برج فلکی تیرماه برج سرطان (خرچنگ) است چهارمین برج فلکی از دایرةالبروج است. نماد این برج خرچنگ نامیده می‌شود.
در گاه‌شماری رسمی ایران نام این ماه از نام ماه چهارم گاه‌شماری اوستایی نو برگرفته شده‌است. در گاه‌شماری زرتشتی سیزدهمین روز هر برج نیز تیر روز نام دارد و در تیر روز از تیرماه، جشن تیرگان برگزار می‌شود. تیشتر، ایزد باران در اسطوره‌های ایرانی و زرتشتی است.

## واژه‌شناسی
تیرماه در گاهشماری ایرانی از نام تیشتر (در اوستایی:tištrya و در فارسی میانه: tīr یا tištar)، ایزد باران برگرفته شده‌است که یشتی در اوستا به آن تعلق دارد. پورداود معتقد است که نامگذاری این برج به نام ایزد باران با بارندگی و فراوانی آب در این فصل مربوط نیست، بلکه بیشتر جنبه نیایش و بخشایش برای آب در چنین ماه گرمی دارد.

## در گاه‌شماری‌های دیگر
در گاهشماری هخامنشیان ماه چهارم در تحریر ایلامی به صورت kar-ma-ba-ta آمده‌است. بخش نخست واژه همان *garma- «گرما، داغی»، برابر با اوستایی garǝma- و ودایی gharmá- است و بخش دوم آن *pada- «پای، گام» و همچنین «کف (جایی)، مکان و جای» معنی می‌دهد و برابر با اوستایی pada-، ودایی paδá-/padá- است.
یوستی (Justi, 1897:272) آنرا «گرماوضع» و هینتس (Hinze, 1957: 66) معنی «گرماپایه» از آن استنباط می‌کند. لکوک (Lecoq, 1977:172) در نام این ماه، معنی زمانی می‌یابد و آنرا «موقع گرما» معنی می‌کند. اشمیت (Schmitt, 2005:27) واژهٔ pada- را به معنی «دارندهٔ جاپای سوزنده»، یا در معنی سببی آن «ایجاد کنندهٔ جاپای داغ» می‌داند. معنای داده شدهٔ اشمیت جنبه اغراق‌آمیزی از این ماه داغ و سوزان است که گویا با سوزش پا تعبیر شده‌است. بر این اساس این ماه را شاید بتوان «[ماه] پاسوزی» معنی کرد که با وضعیت این ماه برابر با تیرماه امروزی، مناسب می‌آید. در تقویم آسی نیز این ماه Sūsæny از ریشه *sus, *saus به معنی «خشکی، پژمردگی، سوزان» است (Abayev,1970:3).

## رویدادها
- ۲۹ تیر ۱۳۶۶ - تصویب قطعنامه ۵۹۸ شورای امنیت برای پایان‌دادن به جنگ ایران و عراق‌
- ۱۲ تیر ۱۳۶۷ - سرنگونی پرواز شماره ۶۵۵ هواپیمای مسافربری ایران توسط ناو آمریکایی در خلیج فارس[۲]
- ۳۰ تیر ۱۳۹۵ - تایید حکم آرمان عبدالعالی دوست و عامل جنایت قتل غزاله شکور در دیوان عالی کشور [۳]
- ۴ تیر ۱۴۰۰ - در جریان همه‌گیری کووید-۱۹، واکسن ایرانی این بیماری به سید علی خامنه‌ای، رهبر ایران تزریق شد.[نیازمند منبع]

## زادروزها
- ۱۲۹۱ - صبار فرمانفرمائیان، پزشک و سیاستمدار
- ۱۲۹۲ - تیمسار ارتشبد حسن طوفانیان، نظامی
- ۱۳۰۶ - سیمین بهبهانی، شاعر و نویسنده
- ۱۳۱۷ - اصغر افضلی، دوبلور
- ۱۳۱۸ - صمد بهرنگی، نویسنده
- ۱۳۲۹ - مصطفی رحماندوست، شاعر و نویسنده
- ۱۳۳۱ - عبدالرضا کیانی‌نژاد، خواننده
- ۱۳۳۲ - عبدالمحمد نظام‌الاسلامی، سیاست‌مدار
- ۱۳۳۳ - حسین نوری، نقاش، نویسنده و کارگردان تئاتر و سینما
- ۱۳۳۴ - پرویز پرستویی، بازیگر سینما و تلویزیون
- ۱۳۳۵ - قدرت‌الله ایزدی، بازیگر ایرانی
- ۱۳۳۹ - علی عمرانی، بازیگر تلویزیون و سینما و گویندهٔ رادیو
- ۱۳۳۹ -علی همت مومی وند، دوبلور
- ۱۳۵۸ - حامد آهنگی، بازیگر و مجری
- ۱۳۶۰ - فرزاد فرزین، خواننده و آهنگساز
- ۱۳۶۳ - بهاره افشاری، بازیگر
- ۱۳۷۳ - ماهور الوند، بازیگر
- ۱۳۶۵ - مرتضی جاویدی، نظامی
- ۱۳۷۱ - مهدی طارمی، بازیکن فوتبال
- ۱۳۷۷ - ترلان پروانه، بازیگر سینما
- ۱۳۷۲ - نوید افکاری، کشتی‌گیر
- ۱۳۷۷ - کیمیا علیزاده ، تکواندوکار ایرانی

## درگذشتگان
- ۱۳۳۴ - احمد قوام، سیاستمدار
- ۱۳۵۰ - محمد معین، ادیب
- ۱۳۸۷ - خسرو شکیبایی، بازیگر سینما
- ۱۳۹۵ - عباس کیارستمی، کارگردان سینما
- ۱۳۹۹ - احمد پور مخبر، بازیگر